# Dove Elbe

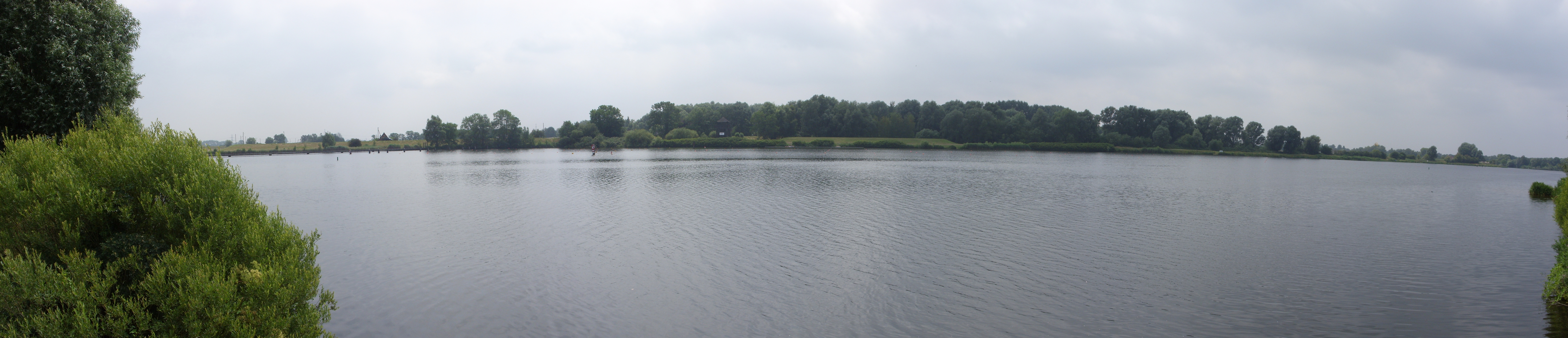
Panoramavy över Dove Elbe vid Hamburg-Allermöhe.

Dove Elbe är en 18 km lång biflod i Tyskland som ansluter till Elbe sydost om Hamburg.